# Велчево (област Ловеч)
 За другото българско село вижте Велчево (Област Велико Търново).  
Вѐлчево е село в Северна България. То се намира в община Априлци, област Ловеч.

## География
Село Велчево се намира в подножието на Стара Планина, на главна транспортна връзка между градовете Троян (на 15 км) и Априлци (на 10 км). Селото е близко и до третия по големиna манастир в България – Троянския манастир, намиращ се в с. Орешак, който е на 7 км от Велчево. През селото минава река Видима, която при гр. Севлиево се преименува и става по-известната като р. Росица. В по-високите части на махалите има пряка видимост към връх Ботев - най-високия връх в Стара Планина и връх Марагидик. Основната част на селото е разположена по протежението на река Видима и е с предимно равнинен характер. Горите, които обкръжават селото, са от смесен тип.

## Административно деление
Село Велчево има няколко махали: Мачковци, Йорговци, Бранево, Чернево, Джокари, Стоювци.

## Население
Към 1 февруари 2011 г. селото е имало 169 жители.Към 7 септември 2021 г. жителите на селото са 137.
Численост и дял на етническите групи според преброяването на населението през 2011 г.:
|                     | Численост | Дял (в %) |
| Общо                | 169       | 100,00    |
| Българи             | 167       | 98,81     |
| Турци               | 0         | 0,00      |
| Цигани              | 0         | 0,00      |
| Други               | 0         | 0,00      |
| Не се самоопределят | 0         | 0,00      |
| Неотговорили        | 1         | 0,59      |

## История
Селото е кръстено на името на Велчо Ночев, който бива предаден от хора в селото, което по oнова време представлява просто махали, и впоследствие основната му част, която днес се обитава, се премества по протежението на река Видима. Село Велчево е дало много кадри във войните, в които е участвала България. Има паметна плоча на загиналите в името на отечеството през сградата на библиотеката. Има и написана история, която се пази в читалището.

## Религии
Основната част от населението са Православни християни.

## Обществени институции
Кметство, пощенска станция, читалище „Св. Кирил и Методий“.

## Културни и природни забележителности
Храм „Покров Богородичен“, и паметник на Велчо Ночев (личността, на която е кръстено селото).